# 维利耶 (安德尔省)
维利耶（法語：Villiers，法語發音：[vilje]）是法国安德尔省的一个市镇，位于该省西部，属于勒布朗区。

## 地理
维利耶（46°53'14"N, 1°11'6"E）面积24.53 平方千米，位于法国中央-卢瓦尔河谷大区安德尔省，该省份为法国中部省份，北起卢瓦-谢尔省，西北接安德尔-卢瓦尔省，西南接维埃纳省，南至克勒兹省和上维埃纳省，东临谢尔省。
与维利耶接壤的市镇（或旧市镇、城区）包括：阿尔弗耶、克利永、米尔、波奈、索尔奈。

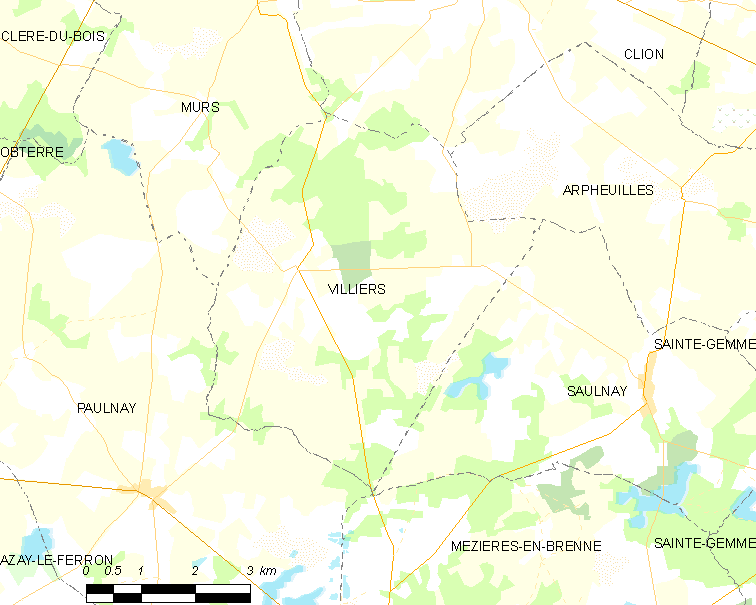
的OSM定位图

维利耶的时区为UTC+01:00、UTC+02:00（夏令时）。

## 行政
维利耶的邮政编码为36290，INSEE市镇编码为36246。

## 政治
维利耶所属的省级选区为勒布朗县。

## 人口

1962-2008年间人口变化图示

维利耶于2022年1月1日时的人口数量为174人。